# Alfréd Rényi
Dans le nom hongrois Rényi Alfréd, le nom de famille précède le prénom, mais cet article utilise l’ordre habituel en français Alfréd Rényi, où le prénom précède le nom.
Alfréd Rényi (1921–1970) est un mathématicien hongrois. Ses contributions sont surtout en combinatoire, en théorie des graphes et en théorie des probabilités.

## Biographie
Alfréd Rényi a obtenu son doctorat en 1947 à l'université de Szeged sous la direction de Frigyes Riesz.
En 1950, il a fondé l'Institut de recherches mathématiques de Budapest, qui porte aujourd'hui son nom (Institut de recherches mathématiques Alfréd-Rényi). Il a publié 32 articles conjointement avec Paul Erdős (son nombre d'Erdős vaut donc 1). Il est l'auteur de la célèbre phrase : « Un mathématicien est une machine à transformer du café en théorèmes » (souvent attribuée de façon erronée à Paul Erdős).

## Résultats célèbres
La contribution la plus célèbre d'Alfréd Rényi avec Paul Erdős est sans doute la notion de graphe aléatoire. Celle-ci est introduite en 1959 avec le modèle d'Erdős-Rényi (en) (Erdős et Rényi 1959).
Alfréd Rényi a établi la définition de l'entropie de Rényi, une notion importante en théorie de l'information, tout comme celle de l'entropie de Shannon.
Dans le cadre de la conjecture de Goldbach, il a démontré l'existence d'une constante K telle que tout nombre pair est la somme d'un nombre premier et d'un nombre au plus K-presque premier, et ce sans l'hypothèse de Riemann (Theodor Estermann avait prouvé en 1932, sous l'hypothèse de Riemann généralisée, que tout nombre pair suffisamment grand est somme d'un nombre premier et d'un nombre au plus 6-presque premier).

## Honneurs et récompenses
- Prix Kossuth en 1949 et 1954.
- L'astéroïde (227218) Rényi a été nommé en son honneur.

## Publications
- (en) Paul Erdős et Alfréd Rényi, « On random graphs », Publicationes Mathematicae, vol. 6,‎ 1959, p. 290-297 (lire en ligne)
- (en) A. Rényi, On measures of entropy and information, in Proc. 4th Berkeley Symposium on Mathematical Statistics and Probability, vol. 1, 1961, p. 547-561.
- A. Rényi, Calcul des probabilités avec un appendice sur la théorie de l'information (traduit par C. Bloch, assistante à la Faculté des sciences de Poitiers), Paris, Dunod, 1966. réimpr. Jacques Gabay, 1992  (ISBN 978-2-87647-082-8)